# Onthophagus ochropygus
Onthophagus ochropygus là một loài bọ cánh cứng trong họ Bọ hung (Scarabaeidae).